# Labeobarbus truttiformis
Labeobarbus truttiformis és una espècie de peix pertanyent a la família dels ciprínids.

## Descripció
- Fa 44,2 cm de llargària màxima.
- És platejat o groguenc.[5]

## Alimentació
Menja principalment peixos, tot i que els exemplars petits també es nodreixen d'una quantitat considerable d'insectes.

## Hàbitat
És un peix d'aigua dolça, bentopelàgic i de clima tropical (13°N-11°N).

## Distribució geogràfica
Es troba a Àfrica: és un endemisme del llac Tana i els seus afluents (Etiòpia).

## Observacions
És inofensiu per als humans.